# ジョージ・ポージ
ジョージ・ポージ (George Coleman Poage、1880年11月6日 - 1962年4月11日)は、アメリカ合衆国の陸上競技選手。1904年セントルイスオリンピックの銅メダリストである。

## 経歴
ポージはミズーリ州出身で、少年時代にウィスコンシン州に家族とともに移り住む。ハイスクールに進学したポージは、学校が開校して以来最初のアフリカ系の生徒であった。学業、スポーツともに優秀であり、特にスポーツは学校でも最高の選手であった。学業の方は彼のクラスで2番目に優秀であった。
卒業後はウィスコンシン大学マディソン校に進学。新入生たちと陸上競技の練習に参加していたが、2年目には大学の代表メンバーが集うチームに参加する。ポージは当大学で最初のアフリカ系の選手となる。ポージは、短距離種目とハードル種目を専門とし、チームの得点源であり、すぐに皆から尊敬を集めるようになる。
ポージは、歴史学の学位を得て1903年に大学を卒業し、大学院に進学する。彼をサポートするため、体育局は彼をフットボールのトレーナーとして雇った。1904年6月には、ポージはビッグ・テン・カンファレンスの競技会の440ヤード走と220ヤードハードルで優勝。カンファレンス史上初となるアフリカ系選手の陸上競技個人種目のチャンピオンに輝いている。
ポージは、1904年にセントルイスで開催される万国博覧会と兼ねて行われるオリンピックに出場する。ミルウォーキーアスレチッククラブは彼のオリンピック出場を支援した。多くのアメリカの黒人指導者たちはオリンピックの人種隔離に反抗しボイコットを呼びかけたが、ポージは、参加することを決意。200mハードルと400mハードルの両種目で銅メダルを獲得。アフリカ系アメリカ人として最初のオリンピックメダリストとなった。
ポージはオリンピックの後、黒人を分離した高校で、英語と体育の教師となる。10年間教師をした後、ミネソタ州に農場を購入し第一次世界大戦後までそこで生活した。その後、ポージはシカゴに移る。ジム・クロウ法下のため、大学を出ているポージであっても黒人ができる仕事はあまりなかったが、郵便局員として約30年間その職に従事した。